# Vanssay Point
Der Vanssay Point (französisch Pointe de Vanssay de Blavous) ist eine Landspitze im Westen der Booth-Insel im Wilhelm-Archipel vor der Westküste der Antarktischen Halbinsel. Sie ist der nördliche Ausläufer einer kleinen Halbinsel, die sich in den Port Charcot erstreckt.
Teilnehmer der Vierten Französischen Antarktisexpedition (1903–1905) kartierten die Landspitze als Erste. Der Expeditionsleiter und Polarforscher Jean-Baptiste Charcot benannte sie nach dem französischen Hydrographen Pierre Marie Joseph Félix Antoine de Vanssay de Blavous (1869–1947). Das Advisory Committee on Antarctic Names übertrug die französische Benennung 1952 in verkürzter Form ins Englische.